# Muerte (The Sandman)
Muerte es un personaje ficticio de la historieta The Sandman, creado por el guionista Neil Gaiman junto a los artistas Mike Dringenberg y Malcolm Jones III y publicada por Vertigo Comics entre 1988 y 1995, así como la protagonista de los especiales Muerte: el alto coste de la vida y Muerte: Lo mejor de tu vida, también escritos por Gaiman.

## Descripción
Muerte es una de los Eternos. Es la segunda hermana de los Siete, y representa la muerte y el paso al más allá. Se supone que será la última en abandonar el universo, siendo la encargada de llevar lo último a través de las puertas. Viste como una chica gótica y generalmente tiene muy buen humor. Siempre lleva consigo un Anj (jeroglífico que significa "vida") y es uno de los personajes más queridos por Gaiman, al punto de haber hecho luego varios especiales con ella por este motivo. 
Gaiman nunca da una descripción precisa de Muerte como de los demás, pero sus apariciones frecuentes en la serie la vuelven fácilmente identificable. Es un personaje bastante agradable, popular entre los lectores, y suele estar de buen humor. Es la encargada de llevarse a Morfeo, luego de una charla con él. Es, tal vez, la "persona" más cercana a Sueño, y el ser más poderoso del universo.
La aparente edad de Muerte varía levemente. En un panel extraído de Muerte: lo mejor de tu vida, ella parece una adolescente. En la mayoría de historias en Sandman, ella ronda por la edad de mediados de los 20. En la historia Death Talks About Life (un regalo de prevención del sida), Muerte parece tener 30 y además tiene arrugas.

### Diseño del personaje
A pesar de algunos rumores, Muerte no está basada en la amiga de Gaiman, Tori Amos, siendo ella inspiración para Delirio.
De acuerdo a Gaiman, el diseño visual inicial de Muerte está basado en una amiga de Dringeberg llamada Cinnamon:

Muerte es el único personaje de importancia que cuyo diseño visual no fue hecho por mí; ese crédito va para Mike Dringeberg. En mi diseño original, sugerí que Muerte fuera como la estrella de rock Nico en 1968, con la perfección con la que aparecía en la portada del álbum Chelsea Girl. Aunque Mike Drigenberg tenía sus propias ideas, así que me mandó un dibujo basado en una mujer que conocía como Cinnamon; el dibujo luego fue impreso en Sandman #11. Lo miré y tuve la inmediata reacción de "Wow. Es realmente genial." Luego, en ese mismo día, Dave McKean y yo fuimos a cenar a Chelsea (Inglaterra) en My Old Dutch Pancake House y la mujer que nos servía la comida nos sirvió como una especie de visión. Ella era estadounidense, tenía el pelo largo y negro, se vestía solo de negro; jeans negros, camiseta, etc. y vestía un gran anj plateado en un collar plateado. Y se veía exactamente el dibujo de Muerte de Mike Dringeberg

McKean también usó una serie de modelos inglesas profesionales para representaciones de Muerte en portadas de Sandman.

## Apariciones

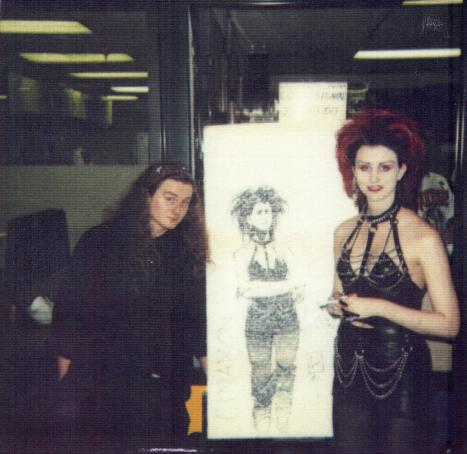
Cinnamon - La inspiración para "Muerte"

Muerte apareció por primera vez en las páginas de The Sandman, más precisamente en el último capítulo del primer arco argumental en ese cómic Preludios y Nocturnos. En el capítulo n.º 8 (El sonido de sus alas), Muerte le brinda consejo y dirección a Sueño, y un grado levemente superior de entendimiento. Muerte se volvió rápidamente popular para los lectores, por lo cual continuó apareciendo en los siguientes nueve arcos argumentales. Como sea, Gaiman trató de racionar el número de apariciones de la familia de Sueño, por lo que Muerte no apareció tan frecuentemente como se esperaba de un personaje tan popular. Al final del noveno arco de The Sandman, Las Benévolas, hay una larga aparición de Muerte en la que finalmente trae paz para su hermano.
Ella es la protagonista de su propia miniserie, "Muerte: el alto coste de la vida", en el cual se relata el día que pasa como mortal en el siglo XX en Nueva York; y aparece como personaje muy importante en una historia protagonizada por dos personajes de The Sandman, Hazel y Foxglove (aparecidos por primera vez en el tomo Un Juego de ti), llamado Muerte: lo mejor de tu vida, donde debe llevarse el niño de ambas protagonistas.

## Otros medios

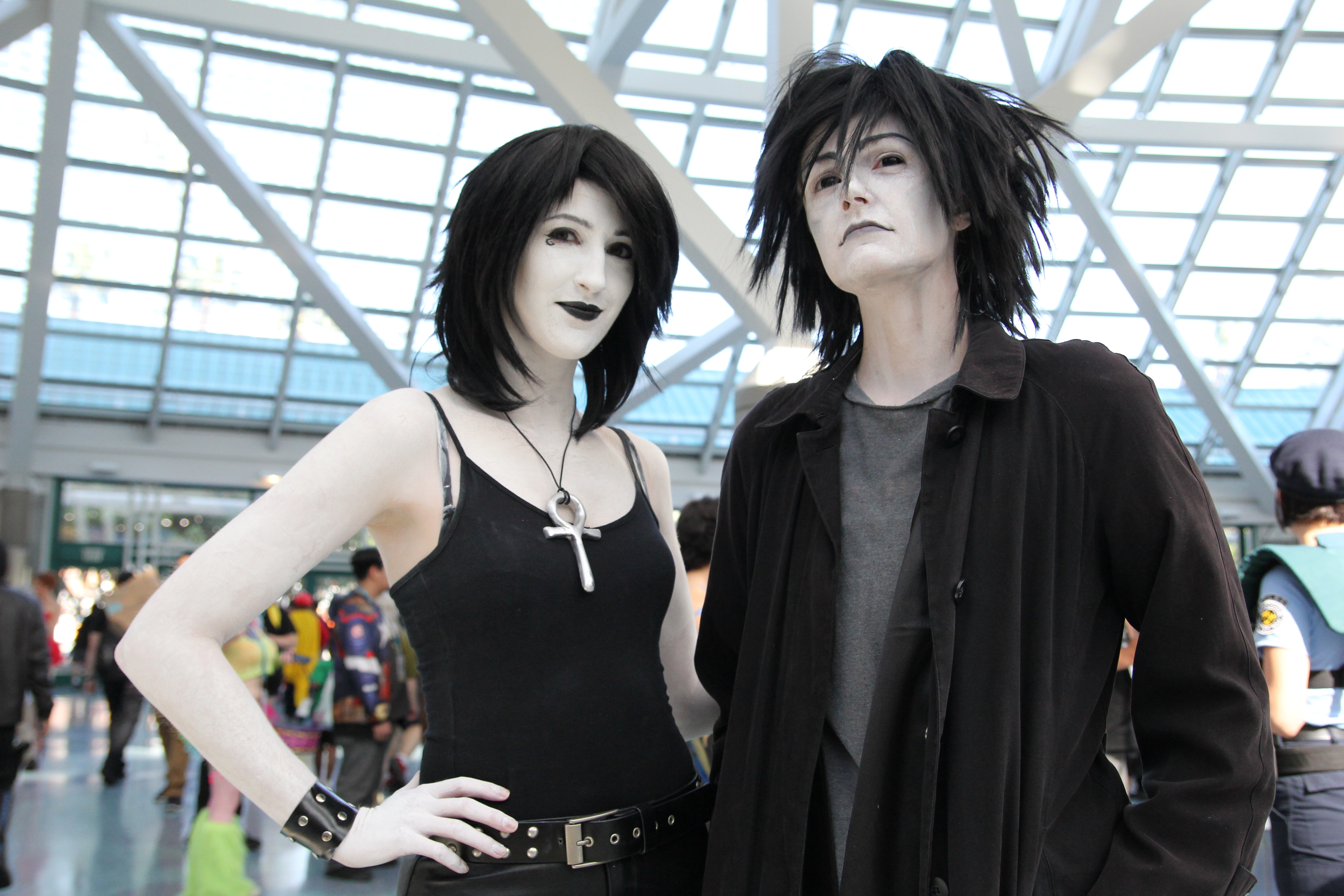
Cosplay de Muerte (izquierda) y Sueño (derecha) de Neil Gaiman

### Televisión
- Una versión de Muerte también conocida como Azrael aparece en el episodio de la serie Superboy, "Into the Mystery", interpretado por Peggy O'Neal.
- Una versión masculina de Muerte aparece en Teen Titans Go!, con la voz de David Kaye. Esta versión también es el padrino de Raven.
- Muerte aparece en la adaptación televisiva de Netflix, The Sandman, interpretada por la actriz Kirby Howell-Baptiste.

### Películas
- Muerte aparece en el cortometraje DC Showcase: Death (2019), con la voz de Jamie Chung. El corto fue lanzado en la versión Blu-ray de la película Wonder Woman: Bloodlines (2019).